# Bundeswehrverwaltungsstellen im Ausland
Die Bundeswehrverwaltungsstellen im Ausland (BwVSt) sind Ortsbehörden, die dem Bundesamt für Infrastruktur, Umweltschutz und Dienstleistungen der Bundeswehr nachgeordnet sind. Sie gehören somit zum Geschäftsbereich des Bundesministeriums der Verteidigung und sind für die unmittelbare Betreuung und Versorgung der im befreundeten Ausland stationierten Dienststellen der Streitkräfte der Bundeswehr und der zugehörigen Soldaten/zivilen Mitarbeiter zuständig.

## Aufgaben
Für die Bundeswehrverwaltungsstellen im Ausland ergibt sich ein besonderes Aufgabenspektrum: Aufgaben der Versorgung mit Verpflegung und Bekleidung und der dezentralen Beschaffung; daneben Aufgaben des Unterkunfts- und Liegenschaftswesens sowie Reisekosten- und Trennungsgeldangelegenheiten. Daneben sind sie verantwortlich für zollrechtliche Angelegenheiten der Streitkräfte im Ausland und betreiben die Wohnungsfürsorge für in das Ausland versetzte Soldaten. Sie stellen auch Übersetzungs- und Dolmetscherdienstleitungen für die Streitkräfte zur Verfügung. Die Aufgaben entsprechen somit grob denen eines Bundeswehr-Dienstleistungszentrums in Deutschland ergänzt um auslandsspezifische Anteile (wie z. B. Sprachendienst).

## Standorte
Es sind acht Bundeswehrverwaltungsstellen in den folgenden Ländern eingerichtet:
- Belgien – Sitz beim NATO-Hauptquartier SHAPE in der Nähe von Mons
- Frankreich/Spanien/Portugal – Sitz in Illkirch-Graffenstaden mit
  - einem Regionalservice in Evreux und Außenstellen in Fontainebleau und Le Luc
  - einem Regionalservice für Spanien in Madrid und
  - einem Regionalservice für Portugal in Lissabon[1]
- Großbritannien – Sitz in Harefield/Middlesex
- Italien – Sitz in Catania/Sizilien
- Niederlande – Sitz in Brunssum sowie zwei Außenstellen in Eibergen und Eindhoven
- Polen – Sitz in Stettin
- USA/Kanada – Sitz in Reston/Virginia sowie zwei Außenstellen auf der Sheppard Air Force Base bei Wichita Falls, Texas und in Fort Bliss in El Paso (Texas)
- Litauen – Sitz in Rūdninkai bei Vilnius und einer Außenstelle in Rukla bei Kaunas (zurzeit im Aufbau).